# ۱۱ رجب
۱۱ رجب، یازدهمین روز از ماه رجب در تقویم هجری قمری است.
در تقویم هجری قمری قراردادی این روزصد و هشتاد و هشتمین روز سال است.

## زادگان
- ۲۷۱ - محمد بن قاسم انباری، ادیب، لغوی، نحوشناس، مفسّر و محدّث عراقی.

## درگذشتگان
- ۵۷۱ - ابن عساکر، محدث برجستهٔ دمشقی.